# Fabulettes en couleurs
Albums de Anne Sylvestre
Chansons pour tous les temps Fabulettes marines
Fabulettes en couleurs est un album d'Anne Sylvestre paru en 1983. 

## Historique
C'est le neuvième album pour enfants d'Anne Sylvestre. 
Dans cet album pour enfants, Anne Sylvestre aborde le sujet de la différence de couleur de peau ou de handicap : « C’est comme le disque Fabulettes en couleurs qui parle de différences, des chansons comme Nono ou Café au lait, les enfants comprennent très bien. » À l'époque était menée en France une politique en faveur de l'intégration des enfants handicapés dans les écoles, avec la circulaire du 29 janvier 1982.

## Titres
Toutes les chansons sont écrites et composées par Anne Sylvestre.
| No  | Titre                     | Durée |
| --- | ------------------------- | ----- |
| 1.  | Café au lait              |       |
| 2.  | Les P'titous              |       |
| 3.  | La Petite Rivière         |       |
| 4.  | Une chanson, c'est        |       |
| 5.  | La Marelle                |       |
| 6.  | Cécile et Céline          |       |
| 7.  | Chacun sa maison          |       |
| 8.  | Nono                      |       |
| 9.  | Cécilou                   |       |
| 10. | Les Yeux fermés           |       |
| 11. | Les Sandouiches au jambon |       |
| 12. | Il y avait un orme        |       |